# Neuville-lès-This
 Neuville-lès-This  là một xã ở tỉnh Ardennes, thuộc vùng Grand Est ở phía bắc nước Pháp.